# Anciens bureaux du gouvernement de Hokkaidō
Les anciens bureaux du gouvernement de Hokkaidō (北海道庁旧本庁舎, Hokkaidō chōkyū honchō-sha, littéralement « ancien bâtiment du gouvernement de Hokkaidō ») est un bâtiment historique japonais situé à Sapporo, sur l'île d'Hokkaidō, au Japon. Il a été construit en 1888 dans le style néo-baroque américain. Cependant, il a récemment été rénové afin d'accueillir des expositions historiques, un musée, un centre d'information touristique et une salle de conférence.